# Acroporium megasporum
Acroporium megasporum là một loài rêu trong họ Sematophyllaceae. Loài này được (Duby) M. Fleisch. mô tả khoa học đầu tiên năm 1923.